# استوفنازین
استوفنازین(به انگلیسی: Acetophenazine) (Tindal) یک داروی ضدروان‌پریشی تیپیکال از کلاس فنوتیازین‌ها است.